# Mackay, Queensland
Mackay är en stad i Queensland, Australien, med drygt 74 000 invånare. Staden ligger vid Pioneerflodens mynning vid Queenslands östkust. Staden ligger ungefär 970 kilometer norr om Brisbane. Mackay har fått smeknamnet Australiens sockerhuvudstad, eftersom det i regionen kring Mackay produceras mer än en tredjedel av Australiens sockerrör.

## Historia
Innan den europeiska koloniseringen beboddes området av olika aboriginstammar. De första européerna att passera området var kapten James Cook och hans expedition i juni 1770. Även senare expeditioner seglade förbi området, men det var inte förrän 1860 som de första försöken att kolonisera området gjordes. John McCrossin och skotten John Mackay anlände till området i maj 1860 i sökandet efter områden för sin boskap. De utforskade området och vände sedan tillbaka söderut. I januari 1862 återkom John Mackay till området med 1 200 boskapsdjur och grundade Greenmount station. Han lyckades dock inte behålla Greenmount längre än till september 1864 då en James Starr tog över ägandeskapet av gården trots Mackays protester. Innan Mackay lämnade området kartlade han Pioneerfloden och dess mynning och sände kartorna till myndigheterna i Rockhampton. Därmed var hamnen i Mackey officiellt etablerad.
1918 drabbades Mackay av en omfattande cyklon som förstörde stora delar av staden och som resulterade i kraftiga översvämningar. Flera invånare dog, och antalet döda späddes på av en efterföljande epidemi av böldpest.
Australiens dödligaste flygolycka inträffade i Mackay den 14 juni 1943 då en B17 störtade strax efter start i området kring Bakers Creek. Av de 41 ombord dog 40.
Den 18 februari 1958 drabbades Mackay av en mycket kraftig översvämning då kraftiga skyfall fick vattennivån i Pioneerfloden att stiga med 9,14 meter. Befolkningen fick ta skydd uppe på hustaken i staden. Översvämningarna var de värsta någonsin i Australien. Nästan exakt 50 år senare, den 15 februari 2008, drabbades Mackay åter av mycket kraftiga översvämningar efter att det regnat över 600 millimeter på 6 timmar. Även i mars 2010 drabbades Mackay av cyklonen Ului som slog in vid Airlie Beach 150 kilometer norr om Mackay. Även denna gång drabbades Mackay svårt när över 60 000 hushåll blev utan ström.

## Geografi
Mackay ligger vid Pioneerflodens mynning i Stilla havet. Väster om staden ligger bergskedjan Clarke Range där Eungella naturreservat ligger och därifrån rinner Pioneerfloden genom Pioneerdalen till utloppet vid Mackay.

### Klimat
Mackay har ett fuktigt subtropiskt klimat, klassificering Cwa enligt Köppens klimatklassifikation. Staden ligger i områden som drabbas av cykloner. Pioneerfloden har en omfattande historia av översvämningar.
|                                            | Jan | Feb | Mar | Apr | Maj | Jun | Jul | Aug | Sep | Okt | Nov | Dec |
| ------------------------------------------ | --- | --- | --- | --- | --- | --- | --- | --- | --- | --- | --- | --- |
| Normaldygnets maximitemperaturs medelvärde | 30  | 30  | 29  | 28  | 25  | 23  | 22  | 24  | 26  | 28  | 29  | 31  |
| Normaldygnets minimitemperaturs medelvärde | 23  | 23  | 22  | 20  | 16  | 13  | 11  | 12  | 14  | 18  | 20  | 22  |
|                                            |     |     |     |     |     |     |     |     |     |     |     |     |
| Nederbörd                                  | 327 | 368 | 197 | 178 | 100 | 70  | 32  | 37  | 19  | 37  | 73  | 111 |

| Diagram | temperaturer i °C • månadsnederbörd i mm | temperaturer i °C • månadsnederbörd i mm | temperaturer i °C • månadsnederbörd i mm | temperaturer i °C • månadsnederbörd i mm | temperaturer i °C • månadsnederbörd i mm | temperaturer i °C • månadsnederbörd i mm | temperaturer i °C • månadsnederbörd i mm | temperaturer i °C • månadsnederbörd i mm | temperaturer i °C • månadsnederbörd i mm | temperaturer i °C • månadsnederbörd i mm | temperaturer i °C • månadsnederbörd i mm | temperaturer i °C • månadsnederbörd i mm |
|         | 327 30 23                                | 368 30 23                                | 197 29 22                                | 178 28 20                                | 100 25 16                                | 70 23 13                                 | 32 22 11                                 | 37 24 12                                 | 19 26 14                                 | 37 28 18                                 | 73 29 20                                 | 111 31 22                                |

## Politik
Mackay ligger i Mackay Region som skapades 2008 genom en sammanslagning av staden Mackay och två andra administrativa områden i närområdet. Regionen leds av en borgmästare och ett styrelse. Den nuvarande borgmästaren är Deidre Comerford.

## Ekonomi
Historiskt sett är det produktionen och exporten av sockerrör som har gjort staden känd, men numera har gruvindustrin i området gått om sockerrören som den viktigaste exportvaran. Stadens historia som den främsta producenten av sockerrör har gett staden dess smeknamn Australiens sockerhuvudstad.  Under 2007-2008 bidrog Mackay med 15,4 miljarder australiensiska dollar till den australiensiska ekonomin och stod därmed för 7,1 % av Queenslands BNP.
Gruvindustrin är består främst av de kolgruvor som finns i kolrika området Bowen Basin i centrala Queensland. Det är Australiens största kolfält och består av hela 34 aktiva kolgruvor som producerar mer än 100 miljoner ton årligen. Det utgör 83 procent av Queenslands kolproduktion. Exporthamnen för kolen ligger i Hay Point ca 40 kilometer sydost om Mackay.
Sockerindustrin i Mackay tog sin början redan på 1800-talet då de lokala bönderna började odla sockerrör. Från början var produktionen småskalig och varje bondgård hade sina egna kvarnar för att krossa rören vid skörd. Med åren växte och utvecklades sockerindustrin i området och kooperativ startades för att samköra skörd och starta större sockerbruk. Under 1900-talet stängdes sockerbruken ett efter ett tills endast de fyra som finns kvar idag återstod. Odlarna i området kring Mackay har idag sockkerrörsodlingar på uppskattningsvis 86 000 hektar och kan under en bra säsong leverera upp till 6,5 ton sockerrör till sockerbruken. Det största företaget inom sockerproduktionen Mackay Sugar som äger tre av de kvarvarande fyra sockerbruken. Mackay Sugar producerar på ett år ungefär 850 000 ton råsocker och 180 000 ton av biprodukten melass. Hamnen i Mackay har en av världens största lastkajer för socker.
Turismen är en annan växande del av stadens ekonomi, men den är fortfarande relativt liten i jämförelse med de andra städerna utmed Queenslands kust. Detta trots stadens närhet till populära turistmål som Eungella naturreservat, stora barriärrevet och Whitsundayöarna.

## Transport
Huvudvägen utmed kusten Bruce Highway går genom staden och knyts samman med Peak Downs Highway som går från Mackay och 270 kilometer åt sydväst till Clermont. Andra betydande kommunikationer är Mackay Airport som är den mest betydande flygplatsen i centrala Queensland. Även tåglinjer passerar genom Mackay.

## Vänorter
Mackay har följande vänorter:
- Kailua-Kona, Hawaii, USA, sedan 1966
- Matsuura, Japan, sedan 1989
- Honiara, Salomonöarna, sedan 1995